# 高橋のぼる
高橋 のぼる（たかはし のぼる、1964年11月8日 - ）は、日本の漫画家。男性。千葉県野田市出身。

## 来歴・人物
漫画の執筆を開始して2年経ったころ、1988年に『ビッグコミックオリジナル増刊』（小学館）掲載の『強引（ゴーイング）'マイウェイ』でデビューする。デビュー後に楳図かずおのアシスタントをつとめ、ネームの描き方、ペンの入れ方、着彩などを学ぶ。昼はアシスタントをし、夜はインテリアの専門学校でパースを学んでいた。その後、主に青年漫画雑誌で活動する。初の単行本となったのは『恋するもも』である。
1998年に『健康師ダン』が映画化されている。また、非合法カジノでのギャンブルを描いた『リーマンギャンブラーマウス』は、ヒロインである「インドまぐろ子」の女体盛りシーンがたびたび登場することから、ウェブサイトの私的なレビューなどでは「女体盛り漫画」との評価を受けることもある。
2005年8月より『土竜の唄』を『週刊ヤングサンデー』にて連載、2008年に同誌が休刊となった後は『ビッグコミックスピリッツ』に移籍して連載中。同作は2014年に第59回小学館漫画賞一般向け部門を受賞。さらに2014年、2016年、2021年に実写映画化されている。また同作品の外伝として、2013年8月より『土竜の唄外伝 狂蝶の舞』を『月刊!スピリッツ』にて2017年2月まで連載。
2009年12月より『阿呆鳥の唄』を『ビジネスジャンプ』にて連載開始。同作はシリーズ読み切りから連載化されている。
『月刊!スピリッツ』が創刊6周年を迎え、2015年9月にそれを記念した原画展が東京都のかもめブックス内のギャラリーondo kagurazakaにて開催。高橋も同誌の作家の一員として参加している。
2016年12月19日に短編集『どてっぱら』を刊行。同書は高橋留美子から絶賛されている。
2017年4月15日から「がんばれクマモト！マンガよせがきトレイン」が南阿蘇鉄道で運行。「『熊本復興の助けになりたい』という趣旨に賛同した小学館の漫画家」のひとりとして、高橋も参加。同年7月、『ビッグコミック』にて中国史劇『劉邦』を連載開始。
2018年4月より高橋が原作を務める『鉄の警察』が『月刊!スピリッツ』にて連載開始。「熱き鉄道警察ドラマ」が描かれており、作画は黒江ゆきが担当している。同年9月28日から開催されたゲーム「モンスターストライク」のイベント「モンスターストライク展」にて、アーティストの一員として高橋も参加。
2019年6月4日、三田紀房の『アルキメデスの大戦』の実写映画を上映する「漫画家特別試写会」が開催。三田が漫画家の仲間たちへ試写を案内し、高橋も参加している。
2019年に創刊40周年を迎えた『週刊ヤングジャンプ』が、それを記念して2020年1月に「賞金総額最大1億円40漫画賞」を創設。高橋が審査員のひとりとして選ばれた。2019年と2020年に『グランドジャンプむちゃ』と『グランドジャンプ』に掲載された読み切り『最強の弁護士』が、2020年8月より『グランドジャンプ』で連載化。2024年より『グランドジャンプ』にて集中連載『カルネアデスの乱心』を連載している。

## 作風
高橋によると、読者には楳図かずおと画風が異なるように見えるかもしれないが、高橋自身はタッチなどを「かなり継承しているつもり」だといい、生産中止になるまで楳図と同じカブラペンを使用していた。

## 作品リスト

### 漫画
- 恋するもも （『モーニング』掲載、全1巻）
- 駅員ジョニー（原作：末田雄一郎、『モーニング』掲載、全7巻）
- シスターまりん（双葉社、全10巻）
- 健康師ダン（『モーニングオープン増刊』掲載、全2巻）
- ししまる（双葉社、『漫画アクション』掲載、全2巻）
- 易聖一光（双葉社、全2巻）
- クライシス（原作：真刈信二、『ミスターマガジン』掲載、全4巻）
- チェリー（実業之日本社、全3巻）
- リーマンギャンブラーマウス（『モーニング』掲載、全4巻）
- キラリが捕るッ（『漫画アクション』掲載、全6巻）
- 警視正大門寺さくら子（原作：大西祥平、『ビッグコミックスペリオール』掲載、全8巻）
- 絶叫教師エディー（原作：末田雄一郎、『モーニング』掲載、全3巻）
- 資格救世主てつんど（シナリオ：KANAE、『週刊ヤングサンデー』掲載、全3巻）
- 知事ラン子（『ビッグコミックスペリオール』掲載、全4巻）
- 土竜の唄（『週刊ヤングサンデー』→『ビッグコミックスピリッツ』連載中、既刊91巻）
- 阿呆鳥の唄（『ビジネスジャンプ』連載、全2巻）
- リーマンギャンブラーマウス2（MiChao!→男ディズム連載）
- チンピラのび〜る（『週刊ヤングマガジン』掲載、既刊1巻） - 短期連載[23]
- 土竜の唄外伝（『月刊!スピリッツ』掲載、全9巻）
- 劉邦（『ビッグコミック』連載、既刊15巻）
- 最強の弁護士（脚本：久慈希跡、原案協力：プロジェクトB、『グランドジャンプむちゃ』、『グランドジャンプ』掲載、既刊4巻） - 読切から連載化[24]
- ワンダーライン（原作：木村和久、『ALBA』865号[25] - 、既刊1巻）
- カルネアデスの乱心（原案協力・監修：プロジェクトB、『グランドジャンプ』2024年4号[22] - 2024年6号[26]） - 集中連載[22]

### 読み切り
- ジャンロック（『近代麻雀』掲載）
- 爆音男 〜BOMBERMAN〜（『ビッグコミックスピリッツ』2011年9号掲載[27]） - 湘南乃風とコラボ漫画、湘南乃風との対談も同号に掲載[27]。同グループが漫画化されるのは初[28]。
- 虎子に愛タイガー（『ビッグコミックオリジナル阪神タイガース増刊号』掲載[29]、2015年） - 阪神タイガースを題材とした漫画[29]
- セカンド・ハーフ 〜人生の後半戦〜（『ビッグコミック』2016年1号掲載[30]）
- TOO YOUNG TO DIE! 若くして死ぬ〜菊川玲二編〜（『ビッグコミックスピリッツ』2016年30号掲載[31]） - 映画「TOO YOUNG TO DIE! 若くして死ぬ」とのコラボ漫画、高橋と監督の宮藤官九郎の対談も同号に掲載[31]。
- ふぉ〜ゆ〜とのコラボマンガ（『ビッグコミックスピリッツ』2018年9号掲載[32]）
- 結婚にまつわるマンガ（『ビッグコミックスピリッツ』2018年21・22合併号掲載、「結婚大論争」特集[33]）

### 漫画原作
- 鉄の警察（作画：黒江ゆき、『月刊!スピリッツ』掲載[34]、全2巻）

### イラスト
- 30周年おめでとうイラスト（『ビッグコミックスピリッツ』創刊30周年記念企画展示「スピリッツmeets PARCO」[35]、2010年）
- 『弘兼憲史増刊』お祝いイラスト（2015年3月30日発売[36]）
- 映画「ヘイル、シーザー!」キャラクター描きおろしイラスト（2016年5月[37]） - ジョージ・クルーニーのイラスト担当[37]
- 「日本国憲法全文」小冊子（『ビッグコミックスピリッツ』2016年32号付録[38]） - 「日本の情景」の描きおろしイラスト[38]
- Perfumeのイラスト（『ビッグコミックスピリッツ』2017年40号、Perfume特集[39]）
- 4人の響子さん（『ビッグコミックスピリッツ』2020年45号[40]） - 創刊40周年記念で『めぞん一刻』の音無響子を描きおろす企画[40]
- 映画「ザ・スーサイド・スクワッド “極”悪党、集結」イラスト（2021年8月[41]）

### アンソロジー
- アカギアンソロジー『ざわ‥ざわ‥増刊』（2011年6月3日発売[42]、竹書房）
- 福本ASオフィシャルアンソロジー（2014年8月[43]、竹書房）

### その他
- さいとう・たかをとの対談（『月刊!スピリッツ』2013年12月号掲載[44]）
- 『じみへん』最終回感謝企画「じみへん時代」（『ビッグコミックスピリッツ』2015年37・38合併号掲載[45]） - イラストとコメント[45]
- 佐藤衣里子の衣装考案（『ビッグコミックスピリッツ』2015年42・43合併号掲載[46]）
- 漫画家本 ジョージ秋山本（2021年5月28日発売[47]） - インタビュー収録[47]

## 関連人物
楳図かずお
師匠。
太陽まりい
アシスタント。